# Europastraße 5
Die Europastraße 5 (E 5) oder Europastraße 05 (E 05) ist eine Europastraße, die sich in Nord-Süd-Richtung insbesondere durch Westeuropa erstreckt. Sie beginnt im schottischen Greenock in Großbritannien und endet in Algeciras in Spanien.

## Verlauf

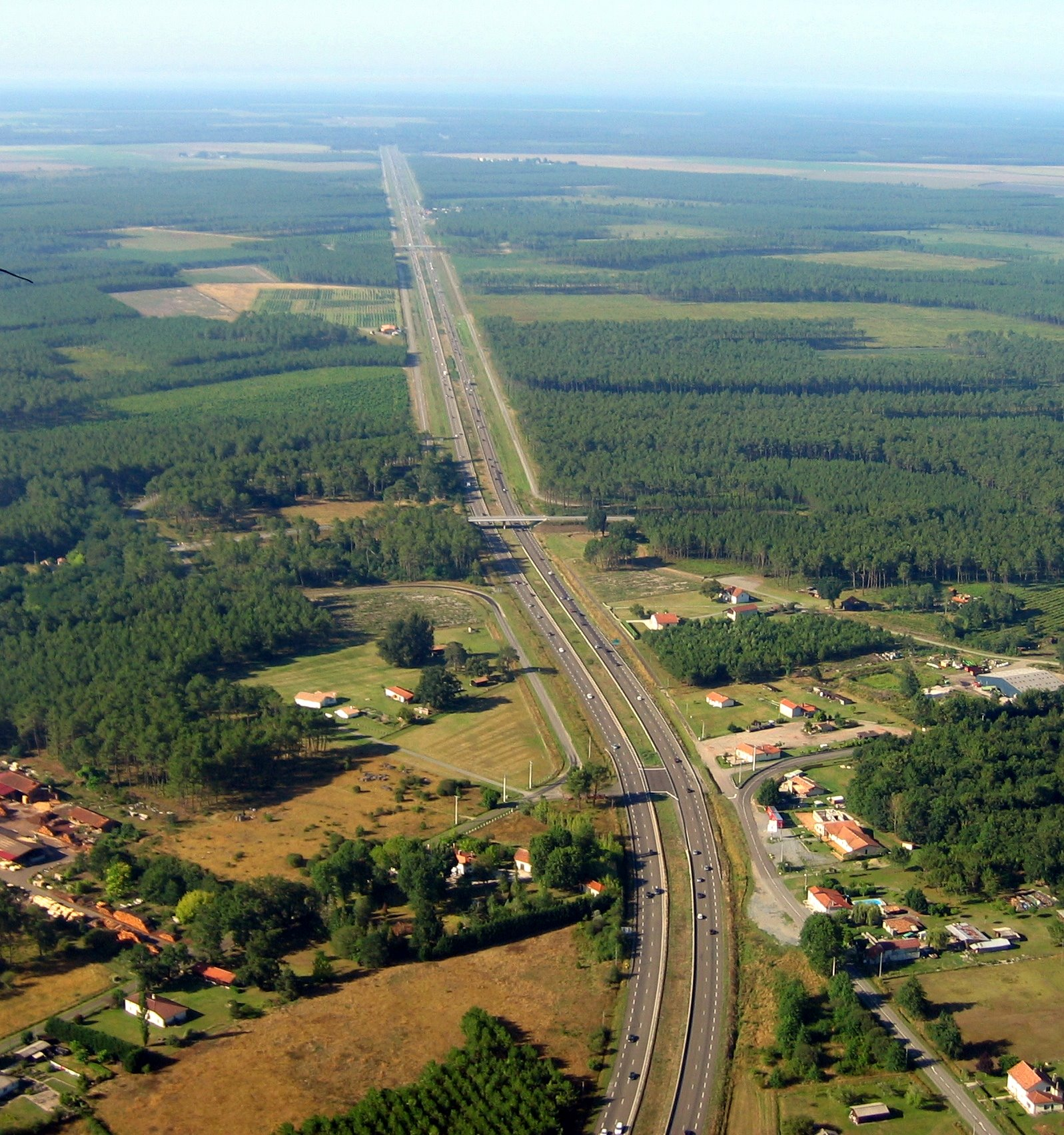
E5/A63 im Département Landes (Luftaufnahme 2004)

Die vorangestellten Straßenbezeichnungen geben an, mit welchen nationalen oder Europastraßen die jeweiligen Streckenabschnitte identisch sind. Hinter den Ortsnamen angegebene Bezeichnungen geben Knotenpunkte mit anderen Europastraßen an.
- Großbritannien:
  - M8: Greenock – Glasgow
  - M74: Glasgow – Douglas
  - A74(M): Douglas – Gretna – Carlisle
  - M6: Carlisle – Preston – Warrington – Stoke-on-Trent – Wolverhampton – Birmingham
  - M42: Birmingham
  - M40: Birmingham – Oxford
  - A34: Oxford – Newbury – Winchester
  - M3: Winchester – Southampton
- Frankreich:
  - A131: Le Havre – Bourneville
  - A13/E46: Bourneville – Moulineaux
  - A13: Moulineaux – Rouen – Paris
  - A10/E50: Paris – Saint-Arnoult-en-Yvelines
  - A10: Saint-Arnoult-en-Yvelines – Orléans
  - A10/E60: Orléans – Tours
  - A10: Tours – Poitiers – Niort – Saintes – Bordeaux
  - A63/E70: Bordeaux – Bayonne
  - A63/E70/E80: Bayonne – Irun
- Spanien:
  - AP8/E70/E80: Irun – San Sebastián
  - N-I/E80: San Sebastián – Vitoria-Gasteiz
  - N-I/E80: Vitoria-Gasteiz – Miranda de Ebro
  - AP-1: Miranda de Ebro – Burgos
  - A-1: Burgos – Aranda de Duero – Madrid
  - A-4: Madrid – Valdepeñas – Bailén – Córdoba – Sevilla
  - AP-4: Sevilla – Cádiz
  - A-48: Cádiz – Chiclana de la Frontera
  - N-340: Chiclana de la Frontera – Algeciras

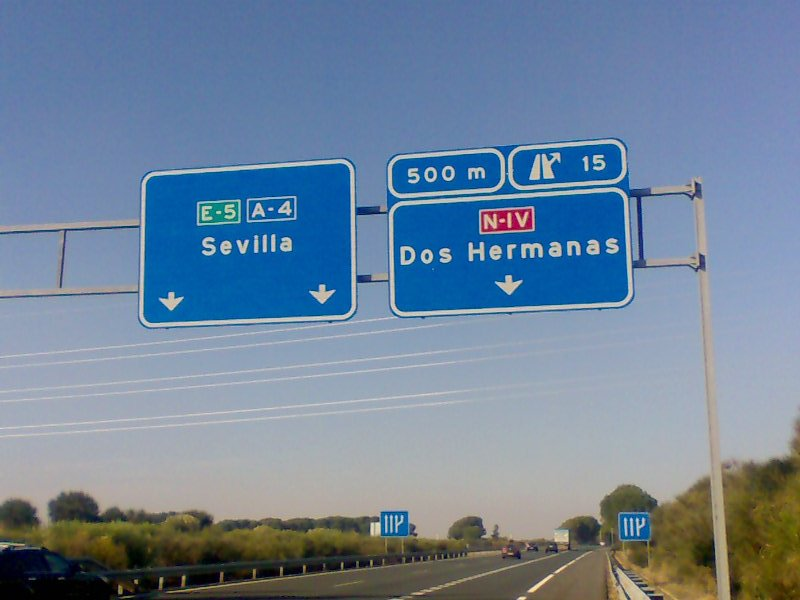
E5/A4 in Spanien, Ausfahrt Dos Hermanas

  - A-7: Algeciras